# Frank De Wulf
Frank De Wulf (1968) is een Vlaams producer van dancemuziek en pionier van de Belgische New Beat en Techno scene.
Hij genoot een nationale en internationale bekendheid tijdens de vroege jaren '90 als vaandeldrager van de Belgische dansmuziek. Zijn carrière begon bij het platenlabel Target Records, maar nam een vlucht bij Music Man Records, waar hij een aantal succesrijke platen uitbracht onder het pseudoniem The B-Sides. Hij richtte rond deze periode ook een aantal platenlabels op: H.P.F., Mikki House, Two Thumbs en Tribal Sun, en hij stond in voor vele remixen voor bekende en minder bekende artiesten.
In een interview met Fuzz Magazine haalde de Belgische producer Jean Michel Jarre en Kraftwerk aan als zijn belangrijkste invloeden. Eens dance een vaste waarde was geworden, waren Kevin Saunderson en andere artiesten van het Belgische label R&S Records zijn voorbeelden. Verder had De Wulf het nog over zijn nieuwe label B-Sides, gezien zijn verleden een logische naam.
De Wulf zei de muziekwereld vaarwel op het einde van de jaren 90 en beheert nu het multimediabedrijf GRID, dat actief is in de wereld van de visuele effecten. Daarmee heeft De Wulf al kunnen meewerken aan een Hollywoodfilm als Ghostrider met Nicolas Cage in de hoofdrol.